# Uherský Brod
Uherský Brod är en stad i Tjeckien.   Den ligger i distriktet Okres Uherské Hradiště och regionen Zlín, i den östra delen av landet, 260 km sydost om huvudstaden Prag. Uherský Brod ligger 244 meter över havet och antalet invånare är 17 508.
Terrängen runt Uherský Brod är huvudsakligen platt, men österut är den kuperad.Runt Uherský Brod är det ganska tätbefolkat, med 72 invånare per kvadratkilometer. Närmaste större samhälle är Uherské Hradiště, 14,5 km väster om Uherský Brod. Trakten runt Uherský Brod består till största delen av jordbruksmark.